# 京成700形電車
京成700形電車（けいせい700がたでんしゃ）は、京成電鉄および新京成電鉄が所有していた通勤形電車の一系列である。モハ700形とクハ2200形の2形式からなる。
本項では新京成電鉄に譲渡後の700形についても記述する。

## 登場時の概要
1954年（昭和29年）、モハ701～704・クハ2201～2204の8両が汽車会社・帝國車輛で製造された。後述するような試作要素を満載したモハ704-クハ2203以外は2100形と同様の半鋼製車体であるが、車体長が200mm延び (16.5×2.7m) 前面窓ガラスがHゴム支持になるなどの変化が見られる。通勤車として車内照明に蛍光灯を初めて採用した。
釣り掛け式駆動ではあるが多段制御器・弱め界磁を採用し、それまでの車両と比べて起動・加速が滑らかになった。台車は汽車会社製KS-107を使用。
なお、青電グループの内、多段式制御装置を持つグループはグループ内での併結は可能だがマスコンの違いから200形とは併結できないことから「広義の700系」と呼ばれる場合もある。

### モハ704-クハ2203
この2両は帝國車輛の高張力鋼を使用した張殻構造の全金属製軽量車体の試作車として製造された。そのため車体は他の700形とは全く異なり、戸窓配置がdD4D4D1（他はd1D4D4D2）、側窓・間柱が850mm・300mm（他は800mm・80mm）、雨樋の位置が低い、など750形に酷似している。製造当初は他車同様の釣り掛け駆動車であったが、後述するように運用開始後すぐに下回りも交換されている。
これ以降はモハ701～703・クハ2201・2202・2204とモハ704-クハ2203に分けて記述する。

## 標準型（モハ701～・クハ2201・2202・2204）の変遷
1954年（昭和29年）クハ2204が新性能化で余剰となったモハ704の電装品を転用して電動車化され、モハ706となる。703・706はクハ2100形の2110・2111(いずれもマスコンを交換)と編成を組んだ。
1961年（昭和36年）～1963年（昭和38年）全金属化工事を施行。
1969年（昭和44年）～1970年(昭和45年)特別修繕を施行（704-2203を含む）。前照灯のシールドビーム化、2201・2202・2110・2111の運転台を撤去（付随車化）などが行われた。付随車となった2201・2202・2110・2111は車体表記はサハとはならずクハのままであった。
1975年（昭和50年）701～703・706・2201が新京成に譲渡された。この5両は同時に譲渡されていたクハ2201と6両編成を組成して使用。2202はこの時廃車。
多段制御器を搭載している事から新京成では他の旧型車とは互換性がなく、異端車扱いとなっていた。1985年（昭和60年）新京成で最後の車両が廃車され、形式消滅した。

## モハ704-クハ2203の変遷
1954年（昭和29年）、運用開始後すぐに電装品・台車を交換して発電ブレーキ(空気ブレーキとは連動しない)付きの新性能車となった。このことから「704系」とも呼ばれた。台車・駆動方式はKS-110X/TDカルダン（汽車会社/東洋電機製造）を使用。
2両だけの単独運用で使用されたが、「広義の700形」に含まれ、カルダン駆動の下回りも共通だった750形や新性能化後の210形とも併結可能だったことから、これらと組み合わせて使用されることもあった。
1968年（昭和43年）アルミ製車体・多段式制御器(発電ブレーキなし)装備となったクハ1601・モハ1602を中間にはさんで704-1601-1602-2203の4両編成となる。
3500形の増備が開始され、750形が消滅した後の1974年（昭和49年）には一般運用から外れ行商専用車へと転用された。この時1601を外して3両編成となった。車内窓ガラスに保護棒の取り付け、座席撤去などがおこなわれた。
1981年（昭和56年）、1602が編成から外れ、翌1982年（昭和57年）704-2203も廃車。青電色最後の車両であった。